# 布田 (川崎市)
布田（ふだ）は、神奈川県川崎市多摩区の町名。丁番を持たない単独町名であり、住居表示実施済み区域。面積は27.4 ha。

## 地理
多摩区の北西部に所在し、北側で多摩川に面している。域内は住宅地となっているが、わずかに麦畑や果樹園も見られる。
布田は北端で東京都調布市の小島町・上布田町・下布田町と、東端から南端にかけて中野島と、西端では二ヶ領用水を挟んで菅馬場・菅稲田堤と接している（特記のない町域は神奈川県川崎市多摩区）。

### 地価
住宅地の地価は、2025年（令和7年）1月1日の公示地価によれば、布田17-23の地点で30万6000円/m²となっている。

## 歴史
当地は甲州街道の布田五宿であった上布田宿と下布田宿の一部であり、江戸時代にはすでに多摩川を挟んだ飛地となって、「向河原」と呼ばれていた。江戸時代を通じて下布田の飛地には家が1軒しかなく、近隣との付き合いは川の向かい側としかなかったという。
明治末期には東京府と神奈川県の府県境が多摩川に引き直され、当地は神奈川県橘樹郡稲田村へと編入された。下布田の側にも近隣から住民が移住し、地域コミュニティも菅、のちには中野島と一体化していった。
昭和には砂利採取も行われる一方、戦後しばらくまでは農地として推移したが、昭和30年代以降は急激に宅地開発が行われ、農村風景は急速に姿を消していった。平成に入って行われた住居表示で、上布田と下布田をまとめて布田となった。

### 地名の由来
未詳であるが、万葉集の歌枕に「調布玉川」があるように、周囲一帯が布の産地として知られたことに由来するのではないかと考えられている。過去には和名抄に「爾布多」と記されているほか、中世には「補蛇」とも書かれた。
上布田・下布田の上下は京から見たものであるが、多摩川の上流・下流とも一致している。

### 沿革
- 江戸時代 - 当地は布田五宿のうち、上布田宿・下布田宿の各飛地であった。
- 1889年（明治22年）- 町村制の施行により、調布町が成立。上布田・下布田は同町の大字となる。
- 1912年（明治45年）- 東京府と神奈川県で境界変更が行われ、当地は神奈川県橘樹郡稲田村へ編入された。
- 1932年（昭和7年）- 稲田村が町制を施行。稲田町上布田・下布田となる。
- 1938年（昭和13年）- 稲田町が川崎市に編入される。川崎市上布田・下布田となる。
- 1939年（昭和14年）- キトーの本社工場が当地に進出[12]（のちに移転）。
- 1972年（昭和47年）- 川崎市が政令指定都市に移行。当地は川崎市多摩区上布田・下布田となる。
- 1991年（平成3年）- 住居表示が施行され、上布田と下布田をあわせて布田となる。

## 世帯数と人口
2025年（令和7年）6月30日現在（川崎市発表）の世帯数と人口は以下の通りである。
| 町丁 | 世帯数    | 人口    |
| ---- | --------- | ------- |
| 布田 | 1,515世帯 | 2,798人 |

### 人口の変遷
国勢調査による人口の推移。
| 年                 | 人口  |
| ------------------ | ----- |
| 1995年（平成7年）  | 2,346 |
| 2000年（平成12年） | 2,455 |
| 2005年（平成17年） | 2,618 |
| 2010年（平成22年） | 2,719 |
| 2015年（平成27年） | 2,637 |
| 2020年（令和2年）  | 2,757 |

### 世帯数の変遷
国勢調査による世帯数の推移。
| 年                 | 世帯数 |
| ------------------ | ------ |
| 1995年（平成7年）  | 1,061  |
| 2000年（平成12年） | 1,160  |
| 2005年（平成17年） | 1,269  |
| 2010年（平成22年） | 1,343  |
| 2015年（平成27年） | 1,276  |
| 2020年（令和2年）  | 1,393  |

## 学区
市立小・中学校に通う場合、学区は以下の通りとなる（2022年3月時点）。
| 番・番地等 | 小学校               | 中学校               |
| ---------- | -------------------- | -------------------- |
| 全域       | 川崎市立下布田小学校 | 川崎市立中野島中学校 |

## 事業所
2021年（令和3年）現在の経済センサス調査による事業所数と従業員数は以下の通りである。
| 町丁 | 事業所数 | 従業員数 |
| ---- | -------- | -------- |
| 布田 | 44事業所 | 381人    |

### 事業者数の変遷
経済センサスによる事業所数の推移。
| 年                 | 事業者数 |
| ------------------ | -------- |
| 2016年（平成28年） | 39       |
| 2021年（令和3年）  | 44       |

### 従業員数の変遷
経済センサスによる従業員数の推移。
| 年                 | 従業員数 |
| ------------------ | -------- |
| 2016年（平成28年） | 260      |
| 2021年（令和3年）  | 381      |

## 交通

### 鉄道
南武線が当地の南端を通るが、駅はない（中野島駅 - 稲田堤駅間）。

### 道路
- 南武沿線道路

## 施設
- 二ヶ領用水取水口
- 川崎市立下布田小学校

## その他

### 日本郵便
- 郵便番号 : 214-0011[3]（集配局 : 登戸郵便局[23]）

### 警察
町内の警察の管轄区域は以下の通りである。
| 町丁 | 番・番地等 | 警察署     | 交番・駐在所 |
| ---- | ---------- | ---------- | ------------ |
| 布田 | 全域       | 多摩警察署 | 中野島交番   |